# Kudurru de Nazi-Maruttash
Le Kudurru de Nazi-Maruttash est une stèle de pierre (kudurru) de Nazi-Maruttash, un roi Kassite de Babylone, de 1307-1282 Av. JC . Il a été trouvé à Suse, et est maintenant exposé au musée du Louvre.

## Description
Certains kudurrus sont connus pour leur représentation du roi, etc.,. La plupart des kudurrus dépeignent les dieux Mésopotamiens, qui sont souvent présentés sous forme graphique sur la pierre. Ici, dix-neuf divinités sont invoquées pour maudire la téméraire personne qui chercherait à les profaner. Certains sont représentés par des symboles, comme une chèvre-poisson pour Enki ou d'un oiseau sur un poteau pour Papsukkal, une tête de lance pour Marduk ou une étoile à huit branches pour Ishtar. Shamash est représenté par un disque.